# Janina Karłowicz
Janina Teresa Karłowicz h. Ostoja (ur. 24 kwietnia 1882 we Lwowie, zm. 7 stycznia 1937 w Snopkowie k. Lwowa) – polska nauczycielka, organizatorka szkolnictwa żeńskiego, uczestniczka obrony Lwowa w 1918 roku.

## Życiorys

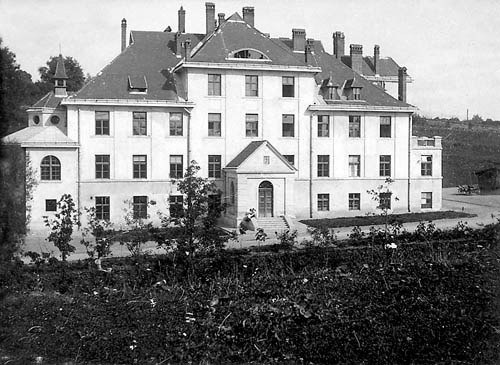
Budynek szkoły w Snopkowie

Urodziła się 24 kwietnia 1882 jako córka Ireny z Sulistrowskich i Jana Aleksandra Karłowicza (1836–1903), wybitnego etnologa i językoznawcy. Jej rodzina zamieszkiwała w rodzinnym majątku Sulistrowskich w Wiszniewie. W 1882 rodzina Karłowiczów sprzedała majątek i zamieszkiwała początkowo w Heidelbergu, potem w 1885 w Pradze i w 1886 w Dreźnie, by ostatecznie w 1887 osiedlić się w Warszawie. Jej bratem był Mieczysław (1876–1909, kompozytor, dyrygent, taternik), a siostrą Wanda (jej mężem został Zygmunt Wasilewski, krytyk literacki, działacz polityczny, senator RP).
Ukończyła studia, uzyskując tytuł inżyniera rolnictwa. Zainicjowała powstanie szkoły gospodarczej dla dziewcząt ze wsi wiejskich z obszaru Małopolski Wschodniej od 1905. Ideę wspierały wychowanki Szkoły Pracy Domowej Kobiet w Kuźnicach koło Zakopanego, w tym dwie z nich: Julia Łukaszewska i Maria Wiśniewska, które utworzyły Kółko Kuźniczanek, zbierające środki finansowe na rzecz powstania szkoły, otwartej w 1906 w Olesku. Następnie szkoła została przeniesiona do miejscowości Pietrycze, a w 1911 do Białego Kamienia. Janina Karłowicz i Wanda Czartoryska (przewodnicząca Towarzystwa Gospodarczego Wykształcenia Kobiet od 1911) realizowały pomysł utworzenia wyższej uczelni dla kobiet; w tym celu Karłowiczówna przekazała własny areał położony w Snopkowie pod Lwowem (posiadała tam majątek wraz z siostrą), a Czartoryska przekazała środki finansowe, grunt folwarku Bielosko na rzecz towarzystwa oraz opiekowała się kierowniczką szkoły do 1920. Pod koniec I wojny światowej wzięła udział w obronie Lwowa w trakcie wojny polsko-ukraińskiej, pełniąc służbę sanitarną i pomocniczą w szpitalu politechniki. W powstałej szkole Janina Karłowicz została nauczycielką oraz kierowała internatem, a od 1920 pełniła funkcję dyrektora Seminarium Gospodarczego w Snopkowie (przed nią urząd sprawowała Maria Dewicz). Podczas organizowania placówki, w której nauka trwała dwa lata, czerpała z doświadczeń własnego kształcenia w Kuźnicach oraz odbytych praktyk za granicą. Projektantem budynku szkoły był architekt Jan Bagieński. Motto szkoły brzmiało: „Szanuj, służ i siej”.
W kolejnych latach placówka funkcjonowała pod nazwami: Główna Szkoła Gospodarcza Żeńska (1925–1935), Prywatna Szkoła Gospodarcza Żeńska (1935–1938), a w ostatnich dwóch latach (1938–1939) jako Prywatny Instytut Gospodarczego Kształcenia Kobiet im. Janiny Karłowicz. Po przekazaniu przez Karłowiczównę dalszego gruntu, w 1926 powstała na nim ochronka. W 1934 szkoła otrzymała Krzyż Obrony Lwowa.
W 1936 wydała publikację pt. Snopków. Początki rozwoju i trudności.
Zmarła 7 stycznia 1937 w Snopkowie. Została pochowana na Cmentarzu Obrońców Lwowa 10 stycznia 1937 (kwatera XXVIII, grób 2244).

## Ordery i odznaczenia
- Krzyż Kawalerski Orderu Odrodzenia Polski (9 listopada 1931)[13][14]
- Krzyż Obrony Lwowa

## Upamiętnienie
Po jej śmierci stworzona przez nią szkoła w dwóch ostatnich latach istnienia II Rzeczypospolitej od 1938 do 1939 działała pod nazwą Prywatny Instytut Gospodarczego Kształcenia Kobiet im. Janiny Karłowicz, która miała wówczas status wyższej uczelni nieakademickiej (kierowniczka: Halina Bierówna). Ku jej czci przemianowano ulicę Snopkowską na Janiny Karłowiczówny (obecna nazwa Stusa). Została także upamiętniona tablicą pamiątkową umieszczoną w domku loretańskim w Krakowie.